# Chaperia capensis
Chaperia capensis är en mossdjursart som först beskrevs av Busk 1884.  Chaperia capensis ingår i släktet Chaperia och familjen Chaperiidae. Inga underarter finns listade i Catalogue of Life.